# Pretty Scream
Игорь Негуля́ев (род. 19 июня 1998, Ялта), более известный под псевдонимом Pretty Scream, — российский музыкальный продюсер. Сотрудничал с такими исполнителями как Boulevard Depo, Big Baby Tape, Баста, Скриптонит, Моргенштерн, OG Buda, Mayot, Soda Luv, Saluki, Федук и другими.
Портал The Flow описал его как «Битмейкер, работающий со всеми актуальными представителями рэп-сцены».

## Биография
Родился 19 июня 1998 года в городе Ялта. Увлечение музыкой началось в возрасте 11 лет с классического рока. В 13 лет покидает спорт и поступает в музыкальную школу по классу аккордеона.
В то же время брал уроки игры на гитаре. В 15 открыл для себя программу FL Studio и начал экспериментировать с электронной музыкой. С 15 до 17 лет играл в хардкор-группе в качестве гитариста.
C 2018 года начинает выкладывать биты в социальную сеть ВКонтакте и сотрудничать с российскими исполнителями.
Первую известность в качестве битмейкера получил после выхода трека Boulevard Depo «LOOT».

## Карьера
11 июня 2021 года вышел дебютный альбом-компиляция под названием «Leave Your Bones», на лейбле Universal Music Russia, впоследствии ставший платиновым. В нём приняли участие Mayot, Seemee, Blago White, Boulevard Depo и другие.
Наибольшую популярность набрала песня «Ты» с Mayot, которую стриминговый сервис Apple Music поместил в плейлист «100 лучших песен 2021».
18 ноября 2022 года выпустил инструментальный альбом «Roadcore» под псевдонимом igor & estate.
7 апреля 2023 года выпустил совместный альбом «Local» с рэпером Hugo Loud, гостевым куплетом на котором отметился Скриптонит. Портал The Flow описал альбом как «Стильный рэп на джазовой основе и уличном кодексе».
Является продюсером таких популярных треков как Seemee feat. Soda Luv — «Голодный пёс», Boulevard Depo feat. Yung Hurn — «NO HOOK NO HOES», Mayot feat. Feduk — «Море» и других.

## Дискография

### Альбомы
| Название         | Детали                                                                               | Высшая позиция в чарте |
| Название         | Детали                                                                               | Apple Music            |
| ---------------- | ------------------------------------------------------------------------------------ | ---------------------- |
| Leave Your Bones | - Релиз: 11 июня 2021 - Лейбл: Universal Music Russia - Формат: цифровая дистрибуция | 14                     |
| Local            | - Релиз: 7 апреля 2023 - Лейбл: Believe - Формат: цифровая дистрибуция               | 14                     |

### Спродюсированные треки
| Год  | Название треков Исполнитель                                              | Альбом                    | Высшая позиция в чарте Apple Music |
| ---- | ------------------------------------------------------------------------ | ------------------------- | ---------------------------------- |
| 2018 | «FREESTYLE DOPE» ROCKET, Платина                                         | SWAG SEASON               | —                                  |
| 2019 | «LOOT» Boulevard Depo                                                    | Stay Ugly                 | 1                                  |
| 2019 | «Gucci» Alizade feat. Big Baby Tape                                      | —                         | —                                  |
| 2020 | «Дубина» MAYOT, FENDIGLOCK                                               | FENDIMAYOT                | —                                  |
| 2020 | «Море feat. Feduk»; «Потратил» MAYOT                                     | Ghetto Garden             | 3                                  |
| 2020 | «NO HOOK NO HOES» Boulevard Depo feat. Yung Hurn                         | Old Blood                 | 1                                  |
| 2020 | «Бехелит» SODA LUV                                                       | Viva La Vida              | 7                                  |
| 2020 | «Голодный пес» SEEMEE feat. SODA LUV                                     | TXC                       | 3                                  |
| 2020 | «Багдад» Thrill Pill                                                     | Московские хроники        | 10                                 |
| 2020 | «TOOLS» i61                                                              | —                         | —                                  |
| 2021 | «Рингтон»; «Дисбаланс»; «Никого Кроме»; «Поменять»; «Ливень» LILDRUGHILL | All Babies Fly            | 4                                  |
| 2021 | «More» ROCKET                                                            | Ego Trippin'              | 4                                  |
| 2021 | Все треки Pretty Scream                                                  | Leave Your Bones          | 14                                 |
| 2021 | «Нонграта» Boulevard Depo, SP4K                                          | QWERTY LANG               | 2                                  |
| 2021 | «МОЖНО СФОТКАТЬСЯ?» MORGENSHTERN                                         | Million Dollar: Happiness | 1                                  |
| 2022 | «NEBASKRYOBI» blago white                                                | —                         | —                                  |
| 2022 | «Не герой»; «Виста» Lizer                                                | Оттенки                   | 7                                  |
| 2022 | «Помню» LILDRUGHILL                                                      | —                         | —                                  |
| 2022 | «Лэйт Найт Скул» MAYOT, SEEMEE                                           | —                         | —                                  |
| 2023 | «BACK 3 BACK» HELLA HILLZ, JEEMBO, TVETH, BATO                           | HORROR                    | 6                                  |
| 2023 | «ВОТОНЯ» «ПЛАНЕТА ПАЦАНОВ»; «НАШ ДОМ feat. SALUKI» Boulevard Depo        | Сертоловский Токсик       | 1                                  |
| 2023 | Все треки Hugo Loud, Pretty Scream                                       | Local                     | 14                                 |
| 2023 | «HOLOD 72»; «СТАНЕТ ЛЕГЧЕ feat. Баста»; «Я РЯДОМ»; «FRANCE»; «LA» SEEMEE | HOLOD72                   | 5                                  |